# Hypena striolalis
Hypena striolalis är en fjärilsart som beskrevs av Aurivillius 1910. Hypena striolalis ingår i släktet Hypena och familjen nattflyn. Inga underarter finns listade i Catalogue of Life.